# 普萊森特格羅夫 (伊利諾伊州)
普萊森特格羅夫（英語：Pleasant Grove）是位於美國伊利諾伊州約翰遜縣的一個村落。

## 地理
普萊森特格羅夫的座標為37°26′27″N 89°01′47″W / 37.44083°N 89.02972°W，而該地最高點為海拔高度134米（即440英尺）。

## 人口
根據2010年美國人口普查的數據，普萊森特格羅夫的面積為5.00平方千米，當中陸地面積為5.00平方千米，而水域面積為5.00平方千米。當地共有人口500人，而人口密度為每平方千米100人。